# سيدي محمد بن عودة
سيدي محمد بن عودة هي بلدية بولاية غليزان الجزائرية.وتابعة لدائرة المطمر تتربع على مساحة 288كم2 وتضم حوالي 6500 إحصائيات 2008 سميت كذلك نسبة إلى الولي الصالح سيدي محمد بن عودة قاهر الإسبان.

## التسمية
سميت البلدية نسبة للولي الصالح سيدي امحمد بن عودة

## تاريخ

### العهد العثماني
كانت المنطقة ملجأ للولي الصال سيدي امحمد بن عودة إذ إتخذها مكانا لخلوته وعبادة عند ضفاف وادي مينا وبلغت شهرته الآفاق للقاصي والداني وأسس بها زاويته الشهيرة التي قصدها الطلاب من كل مكان إضافة لعابري السبيل وعند وفاته إستقرالعديد من الناس والطلبة مؤسيسن لقرية تشرف على الضريح،وشهدت المنطقة صراعا بين جنود بايلك وهران بقيادة الباي المقلش ضد غريمه بن الشريف الدرقاوي

## إقتصاد

### خدمات
- شركة تضامن هدية لخضر و شركائه[3]
- ش.ذ.م.م أر.أو.أس.أس[4]

### مقالع الحجارة
- ش.ذ.م.م أو.ســي يــازرو[5]

### صناعة
- شركــة ذات م.م.مينـــامن[6]
- ش.ذ.م.م أوناقبي[7]
- أس.إ.ك.أ.ي.أ. أنديستري[8]
- برود سيراميكا[9]

## سياحة
يتوافد العديد من المواطنين على بلدية سيدي امحمد بن عودة من أجل المزارات الدينية المتمثلة في حجر الباز وضريح سيدي امحمد بن عودة أما في مواسم الوعدة فتكون الأجواء أكثر إحتفالية خاصة صور فرق الفانتازيا والفرق الموسيقية التقليدية والشعراء والمداحين وتصل قمة الذروة عند نصب الخيمة في فناء أحد الأحواش بعد تضاهرة رياضية أبطالها المبارزين بالعصا التقليدية

## تعليم
- المعهد الوطني للتكوين المتخصص والذي يكون بدوره المشرفين على المساجد والمؤذنين والقيمين إضافة لكونه يضم ثلاث معاهد تكوينية أخرى وهي معهد شلف,عين الدفلى, مستغانم.[12]
- ثانوية مصطفى بلقاضي.
- متوسطة المشري بوخبزة.

## النسيج العمراني

### دواوير
تضم البلدية العديد من الدواوير أبرزها:
- سعايدية
- غزايلية
- أولادبوعزة
- الخبايزية
- سوالمية
- أولاد سيدي بن يمينة
- عويسات
- توايتية
- العمامرة
- بلعربي
- عبايدية
- أولادسيدي بخدة
- الحساينية
- الكرايفية
- أولاد سيد أحمد
- فرايحية